# SquashFS

SquashFS (.Sfs) — файлова система для GNU/Linux, яка забезпечує доступ до стиснених даних у режимі лише для читання. Особливістю цієї файлової системи є дуже компактне зберігання даних і метаданих, швидкодія порівняно з деякими попередніми альтернативами. Найпоширенішим застосуванням SquashFS є використання як файлової системи для інсталяційних образів, Live-систем та прошивок. Squashfs стискає файли, індексні дескриптор і каталоги, а також підтримує блоки розміром до 1 мегабайт для кращого стиснення.
SquashFS призначена для широкого використання файлових систем «тільки для читання», а також в обмежених за розміром блокових пристроях/системах зберігання (тобто у вбудованих системах), де необхідні низькі витрати на виробництво. Стандартна версія SquashFS використовує алгоритм стиснення gzip, але є можливість використовувати алгоритми стиснення LZMA zstd.
SquashFS є вільним ПЗ, використовується ліцензія GPL.

## Використання
Squashfs використовується Live CD дистрибутивами Debian, Finnix, Gentoo, Ubuntu, Fedora, gNewSense, а також у вбудованих дистрибутивах, таких як прошивки маршрутизаторів OpenWRT і DD-WRT. Крім того, Squashfs використовується спільно з файловими системами, що утворюють каскадно-об'єднане монтування, такими як UnionFS і AUFS, щоб надати можливість використовувати Live CD дистрибутиви Linux в режимі «читання-запис». Це дає переваги від використання високошвидкісного стиснення Squashfs з можливістю робити зміни дистрибутиву під час завантаження з Live CD. Такі дистрибутиви як Slax, Debian Live і Mandriva One використовують цю комбінацію.
Squashfs вже є досить стабільною файловою системою, що послужило підставою для внесення її в основну гілку розробки ядра Linux.  Файлова система була протестована на архітектурах PowerPC, I586, Sparc і ARM.